# Wilhelm Dancă
Wilhelm Dancă (n. 18 mai 1959, Buruienești) este un teolog și filosof român, preot romano-catolic, profesor la Facultatea de Teologie Romano-Catolică a Universității din București, membru corespondent al Academiei Române (2013) și membru al Academiei de Științe și Arte din Salzburg (Austria) din 2017.

## Pregătirea profesională
A absolvit Școala Generală de 8 clase la Buruienești (1974), după care a urmat clasele IX-X la Liceul nr. 2 din Roman (1974-1976) și Școala de Cantori (Seminarul mic) din Iași (1976-1979). S-a înscris apoi la Institutul Teologic Romano-Catolic „Sfântul Iosif” din Iași, urmând cursurile acestui institut în perioada 1980-1986.
A fost sfințit preot la 29 iunie 1986 de către episcopul Ioan Robu și a activat o perioadă în pastorație ca vicar la Nisiporești (1 august 1986 - 30 septembrie 1987) și Piatra Neamț (1 octombrie 1987 - 31 ianuarie 1989), apoi ca paroh al Parohiei „Sf. Tereza” din București (1 februarie 1989 - 31 ianuarie 1992).
A studiat apoi la Universitatea Pontificală Gregoriană din Roma, urmând cursuri de masterat în filosofie (25 octombrie 1991 - 28 iunie 1993) și de doctorat în filosofie (1 octombrie 1993 - 13 septembrie 1996) și obținând în anul 1996 gradul academic de doctor în științe filozofice cu teza Definitio sacri. Il sacro come „il significativo” e „il destino” e la sua relazione con il metodo storico-fenomenologico nell'opera di Mircea Eliade. În timpul studiilor de doctorat a lucrat ca redactor la Radio Vatican (5 aprilie 1993 - 30 noiembrie 1994).

## Activitatea didactică
Reîntors în țară după finalizarea studiilor de doctorat, preotul Wilhelm Dancă a activat ca director al Secției Catolice a Școlii Normale „Vasile Lupu” din Iași (19 august 1996 - 1 aprilie 1997), lector universitar de științe filozofice (1 octombrie 1996 – 1 octombrie 1997) și conferențiar universitar (1 octombrie 1997 - 1 septembrie 1999) la Institutul Teologic Romano-Catolic din Iași, conferențiar universitar la Institutul Teologic Romano-Catolic din București (1 octombrie 1999 – 1 septembrie 2004), profesor universitar la Institutul Teologic Romano-Catolic din Iași (1 octombrie 2004 - 10 octombrie 2012) și profesor abilitat în filosofie la Facultatea de Filosofie a Universității „Al. I. Cuza” din Iași (1 octombrie 2005 - 31 ianuarie 2015). A îndeplinit, de asemenea, funcții de conducere în cadrul Institutului Teologic Romano-Catolic din Iași: prefect de studii (1 februarie 1997 - 1 octombrie 2001) și rector (1 octombrie 2001 - 1 septembrie 2011).
În anul 2002 s-a transferat la București ca profesor universitar la Facultatea de Teologie Romano-Catolică din cadrul Universității din București (din 4 aprilie 2012), activând, în paralel, ca profesor abilitat în filosofie la Facultatea de Filosofie a Universității din București (din 1 octombrie 2014). A ocupat funcțiile de rector al Institutului Teologic Romano-Catolic din București (din 2 aprilie 2012), de decan al Facultății de Teologie Romano-Catolică din cadrul Universității din București (5 aprilie 2012 - 18 februarie 2015; 1 martie 2016 - prezent), precum și de director interimar al Școlii Doctorale de Teologie și Studii Religioase a aceleiași facultăți (1 august 2015 - 21 martie 2017).
A obținut abilitarea în filosofie la Universitatea „Al. I Cuza” din Iași (1 octombrie 2005) și abilitarea în teologie la Universitatea din București (8 mai 2016).
A fost ales ca membru corespondent al Academiei Române în ședința adunării generale din 28 martie 2013, la recomandarea acad. dr. Ioan Robu, arhiepiscop și mitropolit romano-catolic de București. În anul 2017 a fost ales membru al Academiei Europene de Științe și Arte din Salzburg.

## Distincții
A fost decorat în februarie 2004 cu Ordinul Meritul Cultural în grad de Ofițer, Categoria G - „Cultele”, „în semn de apreciere deosebită pentru activitatea susținută în domeniul cultelor, pentru spiritul ecumenic și civic dovedit și pentru contribuția avută la întărirea legăturilor interconfesionale, de bună și pașnică conviețuire între toți oamenii”.
A fost decorat în decembrie 2016 cu Ordinul Național Serviciul Credincios în grad de Cavaler, „în semn de înaltă recunoaștere și apreciere pentru întreaga [...] carieră academică, reprezentând excelența științifică și culturală românească, pentru promovarea imaginii țării noastre în mediile științifice internaționale”.

### Distincții la nivel de stat:
1. Distincția Cetățean de onoare[8] al comunei Doljești, jud. Neamț, din 2002;
2. Ordinul Național Meritul cultural în grad de Ofițer[9], 7 februarie 2004;
3. Ordinul Național Serviciul Credincios în grad de Cavaler[10], 01 decembrie 2016.2

1. 2001- România, București - Congresul internațional Familia și viața la început de mileniu III;
2. 2003 – Italia, Roma - Congresso internazionale tomista L’umanesimo cristiano nel III millennio. San Tommaso d’Aquino;
3. 2008 – Coreea de Sud, Seoul - The XXII World Congress of Philosophy Rethinking Philosophy Today;
4. 2009 – S.U.A., Washington D.C. - International Seminar on History and Cultural Identity;
5. 2009 – China, Shanghai - International Conference Enlightment and Its Contemporary Reevaluation;
6. 2011 – Spania, Avila - The World Congress of Catholic Universities The Mission and Identity of the Catholic Universities;
7. 2012 – Rusia, Moscova - International Conference Philosophy and Spirituality across Cultures and Religious Traditions;
8. 2013 – Grecia, Atena - The XXIII World Congress of Philosophy Philosophy as Inquiry and Way of Life;
9. 2015- Italia, Roma - International Seminar Renewing the Church in a Secular Age: Holistic Dialogue and Kenotic Vision;
10. 2016 – Ucraina, Lvov - International Conference The Philosophy of Dialogue and Understanding in the Construction of Europe;
11. 2018 – China, Beijing - The XXIV World Congress of Philosophy Learning to be human; 2018 – Spania, Salamanca - The VII World Conference on Metaphysics;
12. 2009 – 2020 - România, București - Séminaire International Penser l’Europe. [11]

### Scrieri
- Mircea Eliade. Definitio sacri (Editura „Ars Longa”, Iași, 1998)
- Bazele filosofice ale teologiei (Editura ARCB, București, 1998)
- Introducere în Teologia Fundamentală (Editura ARCB, București, 1998)
- Euharistia în viața Bisericii (Editura ARCB, București, 2000) - coordonator
- Creștinii laici. Identitate și misiune (Editura Sapientia, Iași, 2001) - coordonator
- Logica filosofică: Aristotel și Toma de Aquino (Editura Polirom, Iași, 2002)
- Fascinația sacrului. De la Mircea Eliade la papa Ioan Paul al II-lea (Editura Sapientia, Iași, 2002)
- Sacro e simbolo in Mircea Eliade (Editura Sapientia, Iași, 2004)
- Fascinația adevărului. De la Toma de Aquino la Anton Durcovici (Editura Sapientia, Iași, 2005)
- Fascinația binelui. Creștinism și postmodernitate (Editura Sapientia, Iași, 2007)
- Anton Durcovici. Lecții tomiste despre Dumnezeu [1936-1940] (Editura Sapientia, Iași, 2008) - coordonator și editor
- Truth and Morality. The Role of Truth in Public Life (The Council for Research in Values and Philosophy, Washington, D.C., 2008) - editor
- Anton Durcovici. Nu sunt de acord. Declarații din arestul Securității București (1950) (Editura Sapientia, Iași, 2011) - coordonator și editor
- Pentru iubirea lui Cristos. Dialoguri despre Biserică, Preoție și Credință (Editura Sapientia, Iași, 2011)
- Și cred și gândesc. Viitorul unui dialog controversat (Editura ARCB, București, 2014)
- Teologia are nevoie de filosofie? Contribuții la înțelegerea conceptului de teologie fundamentală (Editura Sapientia, Iași, 2015)
- Religion, the Sacred and Hospitality (Council for Research in Values and Philosophy, Washington D.C., 2017) - coordonator și editor
- Fatima 100. Aniversarea centenarului aparițiilor Maicii Domnului la Fatima în context românesc (Editura ARCB, București, 2018)
- Mysterium Christi I. Meditații despre Crăciun (Editura Ratio&Revelatio, Oradea, 2020)
- Mysterium Christi II. Meditații despre Postul Mare (Editura Ratio&Revelatio, Oradea, 2021)